# Basta de todo
Basta (Basta de Todo entre 2001 y 2018) fue un programa de radio argentino emitido en Metro 95.1.

## Historia del programa
Basta de Todo nace el 19 de marzo de 2001 tras la fusión de los programas de la tarde de radio Metro 95.1, Basta de Fútbol conducido por Matías Martin y Todo pasa, conducido por Matías Martin y Juan Pablo Varsky junto a Gabriel Schultz en la producción. De allí el nombre del programa que tiene parte de los dos programas.
Hasta 2004 el programa fue conducido por ellos dos, hasta que Juan Pablo Varsky dio un paso al costado. Esto hizo lugar para que Eduardo "Cabito" Massa Alcántara y Diego Ripoll se sumaran al programa. Ripoll había secundado a Matías Martin durante el Mundial 2002, cuando Varsky se ausentó.
En 2005 el programa se divide en tres segmentos y se extiende dos horas. Basta para mí, Basta para vos y Basta para todos.
En 2006 Diego Ripoll deja el programa, y Gabriel Schultz deja la producción y se suma a conducir el programa junto a Matías y Cabito en un programa que vuelve a durar cuatro horas diarias.
El programa recién vuelve a sufrir una modificación en su conductores a finales de 2011 cuando Gabriel Schultz deja este envío y pasa a Perros de la calle permitiendo la vuelta de Diego Ripoll.
A principios de 2017 se suma a la mesa de Basta de todo Juan Ferrari, quien hasta ese entonces era productor del programa. El 17 de abril del 2017 se producen cambios de horarios en toda la radio, razón por la cual el programa pasa a estar de 13 a 17.
En 2018 Matías Martin tomó la decisión de que el programa debía seguir sin la participación de Eduardo "Cabito" Massa Alcántara, citando diversos motivos como el desgaste de la relación laboral y personal, además de que: «hacía tiempo que [Cabito] había tenido algunos episodios de salud por un lado y había tenido una participación en el programa que se había ido achicando». Eduardo Massa Alcantara sintió esto como una traición. El mismo año, Javier Bravo, quien había sido su principal operador desde los inicios del programa, premiado y celebrado por su estilo innovador que le dio al programa un estilo particular, fue también reemplazado por Matías Martin.
En 2019 se suma a la mesa Malena Guinzburg y el programa pasa a llamarse Basta.
El viernes 4 de diciembre de 2020 Matías Martín anuncia en la apertura del programa, que Basta terminaría a medidos de mes. Teniendo ya un nuevo proyecto en una radio. Urbana Play se funda con Sebastian Wainraich, Andy Kustnezoff, Matias Martin y Maria O'Donnell.
El 18 de diciembre, con un programa especial desde el Jardín japonés de Buenos Aires donde se repasaron los 20 años del ciclo, Basta finalizó.

## Secciones y Juegos
Este ciclo cuenta con varias secciones que se alternan durante los distintos días de la semana:
- Escritores
- Café con Zuker
- TEDxRíodelaPlata con Santiago Bilinkis
- ¿Que prefiere Rafa?
- Decí 7
- Mago Goma
- Ataque ochentoso[8]
- Llamá a tus abuelos[9]
- Noticias con Martín Pizarro (diaria)
- Tenis con Danny Miche[10]
- Ranking Romántico
- La Pomada con Luciano Banchero
- Cine y series con Fiorella Sargenti
- Documenjuanes
- CantaloCantaloCantalo
- Ordenando con Mary Chongo
- Ansiedad, la nueva pandemia
- Brindis de los viernes
- Waty Investiga
- Fútbol Hamburguesa con Manu Olivari

## Secciones abandonadas
- Las 17 de las 17[11]
- La Nutria
- Sin Auriculares[12]
- Momento Olímpico
- Un hombre cualquiera[11]
- Recorriendo los pueblos
- Vivo o muerto
- La papeleta

## Columnistas anteriores
- Román Iutch
- Diego Latorre
- Alejandro Apo
- Norberto Verea
- Lalo Zanoni
- Santiago Siri
- Marcelo Birmajer
- Dalmiro Sáenz
- Fernando Álvarez

## Premios y nominaciones

### Premio Martín Fierro
| Año  | Categoría                                   | Receptor      | Resultado |
| ---- | ------------------------------------------- | ------------- | --------- |
| 2005 | Mejor programa de interés general y cultura | Basta de todo | Nominado  |
| 2005 | Mejor conducción masculina en radio         | Matías Martin | Nominado  |
| 2006 | Mejor programa de interés general y cultura | Basta de todo | Nominado  |
| 2006 | Mejor conducción masculina en radio         | Matías Martin | Nominado  |
| 2007 | Mejor programa de interés general y cultura | Basta de todo | Ganador   |
| 2007 | Mejor conducción masculina en radio         | Matías Martin | Ganador   |
| 2008 | Mejor programa de interés general y cultura | Basta de todo | Nominado  |
| 2009 | Mejor conducción masculina en radio         | Matías Martin | Nominado  |
| 2010 | Mejor programa de interés general           | Basta de todo | Ganador   |
| 2010 | Mejor conducción masculina en radio         | Matías Martin | Nominado  |
| 2011 | Mejor programa de interés general           | Basta de todo | Nominado  |
| 2011 | Mejor conducción masculina en radio         | Matías Martin | Ganador   |
| 2012 | Mejor programa de interés general           | Basta de todo | Nominado  |
| 2012 | Mejor conducción masculina en radio         | Matías Martin | Ganador   |

### Premios Éter
| Año  | Categoría                         | Receptor      | Resultado |
| ---- | --------------------------------- | ------------- | --------- |
| 2006 | Equipo de producción              | Basta de todo | Ganador   |
| 2007 | Operador/a Técnico/a FM/AM        | Javier Bravo  | Ganador   |
| 2008 | Conducción en FM                  | Matías Martin | Ganador   |
| 2008 | Programa en FM                    | Basta de todo | Ganador   |
| 2009 | Conducción masculina en FM        | Matías Martin | Ganador   |
| 2009 | Programa en FM                    | Basta de todo | Ganador   |
| 2009 | Programa del año                  | Basta de todo | Ganador   |
| 2010 | Mejor programa en FM              | Basta de todo | Ganador   |
| 2010 | Equipo de producción diario en FM | Basta de todo | Ganador   |
| 2011 | Conducción en FM                  | Matías Martin | Ganador   |
| 2011 | Programa en FM                    | Basta de todo | Ganador   |
| 2012 | Labor masculina en FM             | Matías Martin | Ganador   |
| 2012 | Conductor en FM                   | Matías Martin | Ganador   |
| 2013 | Conductor en radio AM/FM          | Matías Martin | Ganador   |
| 2013 | Programa de la tarde              | Basta de todo | Ganador   |
| 2014 | Conductor/Conductora en FM        | Matías Martin | Ganador   |
| 2014 | Locutor en AM/FM                  | Diego Ripoll  | Nominado  |
| 2014 | Operador/Operadora en AM/FM       | Javier Bravo  | Nominado  |
| 2014 | Mejor programa en radio AM/FM     | Basta de todo | Nominado  |
| 2015 | Programa de la tarde AM/FM        | Basta de todo | Ganador   |

## Cortina musical
La actual apertura musical del programa fue compuesta por Lo' Pibitos. Anteriormente han tenido al aire cortinas de  Vicentico, Karamelo Santo, Los Pericos, Los Auténticos Decadentes, Mozambique, y Zambayonny

## Staff[24]
Coordinación:  Tomás Druetta

Producción: Walter Frignani, Emilse Pizarro y Marcos Maqueda

Operación técnica: Gonzalo Conti

Edición: Leandro Navarro y Ranatronic

Redes: Rose Bouzon

Musicalización: DJ Paul y DJ Dero